# Bundestagswahlkreis Fulda
Der Wahlkreis Fulda (Wahlkreis 173, bis zur Bundestagswahl 2021 Wahlkreis 174) ist ein Bundestagswahlkreis in Hessen. Der Wahlkreis umfasst den Landkreis Fulda sowie die Gemeinden Freiensteinau, Grebenau, Grebenhain, Herbstein, Lauterbach (Hessen), Lautertal (Vogelsberg), Schlitz, Schwalmtal, Ulrichstein und Wartenberg aus dem Vogelsbergkreis. Der Wahlkreis gilt als CDU-Hochburg und wurde seit 1949 stets von den Direktkandidaten der CDU gewonnen.

## Wahlkreisgeschichte
| Wahl      | Wahlkreisname | Gebiet |
| --------- | ------------- | --- |
| 1949      | IX            | Stadt Fulda, Landkreise Fulda, Lauterbach, Schlüchtern |
| 1953–1969 | 134 Fulda     | Stadt Fulda, Landkreise Fulda, Lauterbach, Schlüchtern |
| 1972      | 134 Fulda     | - Kreisfreie Stadt Fulda, - Landkreis Fulda ohne - die Gemeinden Burghaun, Eiterfeld, Hünfeld, Nüsttal und Rasdorf, - den Ortsteil Unterbernhards der Gemeinde Hilders - die Ortsteile Mahlerts, Obergruben, Obernüst und Schwarzbach der Gemeinde Hofbieber - Landkreis Schlüchtern ohne den Ortsteil Katholisch-Willenroth der Gemeinde Salmünster, - vom Vogelsbergkreis - die Gemeinde Freiensteinau mit Ausnahme des Ortsteils Radmühl, - die Gemeinden Grebenhain, Herbstein, Lauterbach, Lautertal, Schlitz, Ulrichstein und Wartenberg            |
| 1976      | 134 Fulda     | - Landkreis Fulda ohne die Gemeinden Burghaun, Eiterfeld, Hünfeld, Nüsttal und Rasdorf, - vom Main-Kinzig-Kreis die Gemeinden Bad Soden-Salmünster, Birstein, Brachttal, Schlüchtern, Sinntal, Steinau, Wächtersbach, Züntersbach und der Gutsbezirk Spessart, - vom Vogelsbergkreis die Gemeinden Freiensteinau, Grebenhain, Herbstein, Lauterbach, Lautertal, Schlitz, Schotten, Ulrichstein und Wartenberg |
| 1980–1998 | 132 Fulda     | - vom Landkreis Fulda die Gemeinden Bad Salzschlirf, Dipperz, Ebersburg, Ehrenberg (Rhön), Eichenzell, Flieden, Fulda, Gersfeld (Rhön), Großenlüder, Hilders, Hofbieber, Hosenfeld, Kalbach, Künzell, Neuhof, Petersberg, Poppenhausen (Wasserkuppe), Tann (Rhön), - vom Main-Kinzig-Kreis die Gemeinden Bad Soden-Salmünster, Birstein, Brachttal, Schlüchtern, Sinntal, Steinau an der Straße, Wächtersbach - vom Vogelsbergkreis die Gemeinden Freiensteinau, Grebenhain, Herbstein, Lauterbach, Lautertal, Schlitz, Schotten, Ulrichstein, Wartenberg |
| 2002–2005 | 176 Fulda     | Landkreis Fulda, vom Main-Kinzig-Kreis die Gemeinden Birstein, Schlüchtern, Sinntal und Steinau an der Straße, vom Vogelsbergkreis die Gemeinden Freiensteinau, Grebenhain, Herbstein, Lauterbach, Lautertal (Vogelsberg), Schlitz, Ulrichstein und Wartenberg |
| 2009      | 175 Fulda     | Landkreis Fulda, vom Main-Kinzig-Kreis die Gemeinden Birstein, Schlüchtern, Sinntal und Steinau an der Straße, vom Vogelsbergkreis die Gemeinden Freiensteinau, Grebenhain, Herbstein, Lauterbach, Lautertal (Vogelsberg), Schlitz, Ulrichstein und Wartenberg |
| 2013–2021 | 174 Fulda     | Landkreis Fulda, vom Vogelsbergkreis die Gemeinden Freiensteinau, Grebenau, Grebenhain, Herbstein, Lauterbach, Lautertal (Vogelsberg), Schlitz, Schwalmtal, Ulrichstein und Wartenberg |

Zwischen 1980 und 2009 bildete Marjoß eine Exklave des Wahlkreises, da die Ortschaft als Stadtteil von Steinau an der Straße zum Wahlkreis Fulda, das zwischenliegende gemeindefreie Gebiet Gutsbezirk Spessart jedoch zum Bundestagswahlkreis Hanau gehörte. Ab 2013 gehören sowohl Steinau als auch der Gutsbezirk zum Bundestagswahlkreis Main-Kinzig – Wetterau II – Schotten.

## Wahlkreisabgeordnete
| Wahl | Abgeordneter | Abgeordneter   | Partei | Stimmen in % |
| ---- | ------------ | -------------- | ------ | ------------ |
| 1949 |              | Anton Sabel    | CDU    | 43,0         |
| 1953 | 53,4         | Anton Sabel    | CDU    |              |
| 1957 |              | Hermann Götz   | CDU    | 59,6         |
| 1961 | 54,1         | Hermann Götz   | CDU    |              |
| 1965 | 54,9         | Hermann Götz   | CDU    |              |
| 1969 | 56,6         | Hermann Götz   | CDU    |              |
| 1972 | 55,9         | Hermann Götz   | CDU    |              |
| 1976 |              | Alfred Dregger | CDU    | 58,9         |
| 1980 | 56,0         | Alfred Dregger | CDU    |              |
| 1983 | 61,8         | Alfred Dregger | CDU    |              |
| 1987 | 57,7         | Alfred Dregger | CDU    |              |
| 1990 | 56,7         | Alfred Dregger | CDU    |              |
| 1994 | 55,1         | Alfred Dregger | CDU    |              |
| 1998 |              | Martin Hohmann | CDU    | 49,5         |
| 2002 | 54,0         | Martin Hohmann | CDU    |              |
| 2005 |              | Michael Brand  | CDU    | 39,1         |
| 2009 | 49,8         | Michael Brand  | CDU    |              |
| 2013 | 58,3         | Michael Brand  | CDU    |              |
| 2017 | 45,2         | Michael Brand  | CDU    |              |
| 2021 | 38,1         | Michael Brand  | CDU    |              |
| 2025 | 43,3         | Michael Brand  | CDU    |              |

## Wahlergebnisse

### Bundestagswahl 2025
| Kandidaten                                            | Kandidaten                      | Parteien/Listen     | Erststimmen | Erststimmen | Zweitstimmen | Zweitstimmen |
| Kandidaten                                            | Kandidaten                      | Parteien/Listen     | Stimmen     | %           | Stimmen      | %            |
| ----------------------------------------------------- | ------------------------------- | ------------------- | ----------- | ----------- | ------------ | ------------ |
|                                                       | Christine Ulrike Fischer        | SPD                 | 23.675      | 13,6        | 22.299       | 12,8         |
|                                                       | Michael Karl Brandgewählt im WK | CDU                 | 75.039      | 43,3        | 65.247       | 37,6         |
|                                                       | Marie-Louise Puls               | GRÜNE               | 11.460      | 6,6         | 13.195       | 7,6          |
|                                                       | Philipp Ivo Kratzer             | FDP                 | 5.969       | 3,4         | 8.517        | 4,9          |
|                                                       | Pierre Lamely                   | AfD                 | 39.789      | 22,9        | 40.952       | 23,6         |
|                                                       | Steven Lorenz                   | Die Linke           | 7.254       | 4,2         | 9.085        | 5,2          |
|                                                       | Wilhelm Hartmann                | FREIE WÄHLER        | 6.101       | 3,5         | 3.951        | 2,3          |
|                                                       | —                               | Tierschutzpartei    | –           | –           | 1.649        | 0,9          |
|                                                       | Sebastian Gerd Künemund         | Die PARTEI          | 1.608       | 0,9         | 789          | 0,5          |
|                                                       | Justin Alex Auth                | Volt                | 1.901       | 1,1         | 1.262        | 0,7          |
|                                                       | —                               | PdH                 | –           | –           | 115          | 0,1          |
|                                                       | —                               | MLPD                | –           | –           | 22           | 0,0          |
|                                                       | Michael Heilmann                | BÜNDNIS DEUTSCHLAND | 700         | 0,4         | 356          | 0,2          |
|                                                       | —                               | BSW                 | –           | –           | 6.243        | 3,6          |
| Gesamt                                                | Gesamt                          | Gesamt              | 173.496     | 100         | 173.682      | 100          |
|                                                       |                                 |                     |             |             |              |              |
| Ungültige Stimmen                                     | Ungültige Stimmen               | Ungültige Stimmen   | 1.471       | 0,8         | 1.285        | 0,7          |
| Wähler                                                | Wähler                          | Wähler              | 174.967     | 84,7        | 174.967      | 84,7         |
| Wahlberechtigte                                       | Wahlberechtigte                 | Wahlberechtigte     | 206.544     |             | 206.544      |              |
|                                                       |                                 |                     |             |             |              |              |
| Quellen: Die Bundeswahlleiterin, Kandidaten – Stimmen |                                 |                     |             |             |              |              |

### Bundestagswahl 2021
Die Bundestagswahl 2021 fand am Sonntag, den 26. September 2021, statt. In Hessen hatten sich 25 Parteien mit ihrer Landesliste beworben. Die APPD wurde vom Bundeswahlausschuss nicht als Partei anerkannt. Die SGP wurde vom Landeswahlausschuss zurückgewiesen, da nicht die erforderlichen fünfhundert Unterschriften zur Unterstützung vorgelegt wurden. Somit bewerben sich 23 Parteien mit ihren Landeslisten in Hessen. Auf den Landeslisten kandidierten insgesamt 447 Bewerber, davon etwas mehr als ein Drittel (156) Frauen.
Zur Bundestagswahl 2021 traten folgende Kandidaten an:
| Direktkandidat             | Partei                                           | Erststimmen in % | Zweitstimmen in % |
| -------------------------- | ------------------------------------------------ | ---------------- | ----------------- |
| Michael Brand              | CDU                                              | 38,1             | 31,1              |
| Birgit Kömpel              | SPD                                              | 21,8             | 22,5              |
| Martin Hohmann             | AfD                                              | 15,2             | 13,3              |
| Jürgen Lenders             | FDP                                              | 8,6              | 12,7              |
| Gianina Zimmermann         | GRÜNE                                            | 8,6              | 10,1              |
| Nuha Sharif-Ali            | DIE LINKE                                        | 2,9              | 2,8               |
| Peter Klug                 | FREIE WÄHLER                                     | 2,7              | 1,9               |
| Peter Schäfer von Reetnitz | Bündnis C                                        | 0,3              | 0,3               |
| Petra Herchenröder         | dieBasis                                         | 1,6              | 1,5               |
| Eva Hemm                   | Einzelbewerber (Aktion Bürger für Gerechtigkeit) | 0,3              | –                 |

### Bundestagswahl 2017
Die Bundestagswahl 2017 fand am Sonntag, den 24. September 2017, statt. In Hessen haben sich 20 Parteien mit ihrer Landesliste beworben. Die Allianz Deutscher Demokraten zog ihre Bewerbung zurück. Die Violetten wurde vom Landeswahlausschuss zurückgewiesen, da nicht die erforderlichen zweitausend Unterschriften zur Unterstützung vorgelegt wurden. Somit bewerben sich 18 Parteien mit ihren Landeslisten in Hessen. Auf den Landeslisten kandidieren insgesamt 353 Bewerber, davon nicht ganz ein Drittel (114) Frauen.
| Gegenstand der Nachweisung | Gegenstand der Nachweisung | Erst- stimmen | Erst- stimmen | Zweit- stimmen | Zweit- stimmen |
| Bewerber                   | Partei                     | Anzahl        | %             | Anzahl         | %              |
| -------------------------- | -------------------------- | ------------- | ------------- | -------------- | -------------- |
| Wahlberechtigte            | Wahlberechtigte            | 209.966       | 100           | 209.966        | 100            |
| Wähler                     | Wähler                     | 161.937       | 77,1          | 161.937        | 77,1           |
| Ungültige Stimmen          | Ungültige Stimmen          | 2.684         | 1,7           | 3.311          | 2              |
| Gültige Stimmen            | Gültige Stimmen            | 159.253       | 98,3          | 158.626        | 98             |
| davon                      |                            |               |               |                |                |
| Michael Brand              | CDU                        | 71.927        | 45,2          | 61.790         | 39             |
| Birgit Kömpel              | SPD                        | 32.141        | 20,2          | 28.734         | 18,1           |
| Walter Michael Rammler     | GRÜNE                      | 8.869         | 5,6           | 10.589         | 6,7            |
| Nick Papak Amoozegar       | DIE LINKE                  | 7.668         | 4,8           | 9.265          | 5,8            |
| Martin Hohmann             | AfD                        | 27.979        | 17,6          | 25.134         | 15,8           |
| Sibylle von Brunn          | FDP                        | 8.435         | 5,3           | 17.118         | 10,8           |
|                            | PIRATEN                    | -             | -             | 430            | 0,3            |
| Martin Kohlhepp            | NPD                        | 583           | 0,4           | 659            | 0,4            |
| Michael Hans Krebühl       | FREIE WÄHLER               | 1.651         | 1             | 1.176          | 0,7            |
|                            | Die PARTEI                 | -             | -             | 1.190          | 0,8            |
|                            | Büso                       | -             | -             | 25             | 0              |
|                            | MLPD                       | -             | -             | 36             | 0              |
|                            | BGE                        | -             | -             | 277            | 0,2            |
|                            | DKP                        | -             | -             | 29             | 0              |
|                            | DM                         | -             | -             | 295            | 0,2            |
|                            | ÖDP                        | -             | -             | 345            | 0,2            |
|                            | Tierschutzpartei           | -             | -             | 1.316          | 0,8            |
|                            | V-Partei³                  | -             | -             | 218            | 0,1            |

### Bundestagswahl 2013
| Gegenstand der Nachweisung | Gegenstand der Nachweisung | Erst- stimmen | Erst- stimmen | Zweit- stimmen | Zweit- stimmen |
| Bewerber                   | Partei                     | Anzahl        | %             | Anzahl         | %              |
| -------------------------- | -------------------------- | ------------- | ------------- | -------------- | -------------- |
| Wahlberechtigte            | Wahlberechtigte            | 209.960       | 100,0         | 209.960        | 100,0          |
| Wähler                     | Wähler                     | 154.025       | 73,4          | 154.025        | 73,4           |
| Ungültige Stimmen          | Ungültige Stimmen          | 4.429         | 2,9           | 3.795          | 2,5            |
| Gültige Stimmen            | Gültige Stimmen            | 149.596       | 100,0         | 150.230        | 100,0          |
| davon                      |                            |               |               |                |                |
| Michael Brand              | CDU                        | 87.263        | 58,3          | 76.778         | 51,1           |
| Birgit Kömpel              | SPD                        | 37.352        | 25,0          | 33.218         | 22,1           |
| Mario Klotzsche            | FDP                        | 3.605         | 2,4           | 7.313          | 4,9            |
| Hildegard Scheu            | GRÜNE                      | 8.125         | 5,4           | 10.058         | 6,7            |
| Wolfgang Lörcher           | DIE LINKE                  | 6.869         | 4,6           | 6.900          | 4,6            |
| Herbert Rusche             | PIRATEN                    | 3.390         | 2,3           | 2.715          | 1,8            |
| Hans-Joachim Bosold        | NPD                        | 2.992         | 2,0           | 2.190          | 1,5            |
|                            | REP                        | –             | –             | 414            | 0,3            |
|                            | BüSo                       | –             | –             | 64             | 0,0            |
|                            | MLPD                       | –             | –             | 25             | 0,0            |
|                            | AfD                        | –             | –             | 8.711          | 5,8            |
|                            | pro Deutschland            | –             | –             | 162            | 0,1            |
|                            | FREIE WÄHLER               | –             | –             | 1.033          | 0,7            |
|                            | Die PARTEI                 | –             | –             | 578            | 0,4            |
|                            | PSG                        | –             | –             | 71             | 0,0            |

### Bundestagswahl 2009
| Gegenstand der Nachweisung | Gegenstand der Nachweisung | Erst- stimmen | Erst- stimmen | Zweit- stimmen | Zweit- stimmen |
| Bewerber                   | Partei                     | Anzahl        | %             | Anzahl         | %              |
| -------------------------- | -------------------------- | ------------- | ------------- | -------------- | -------------- |
| Wahlberechtigte            | Wahlberechtigte            | 239.786       | 100,0         | 239.786        | 100,0          |
| Wähler                     | Wähler                     | 177.038       | 73,8          | 177.038        | 73,8           |
| Ungültige Stimmen          | Ungültige Stimmen          | 4.081         | 2,3           | 3.660          | 2,1            |
| Gültige Stimmen            | Gültige Stimmen            | 172.957       | 100,0         | 173.378        | 100,0          |
| davon                      |                            |               |               |                |                |
| Claudia Blum               | SPD                        | 41.388        | 23,9          | 34.783         | 20,1           |
| Michael Brand              | CDU                        | 86.084        | 49,8          | 70.740         | 40,8           |
| Mario Klotzsche            | FDP                        | 17.415        | 10,1          | 30.594         | 17,6           |
| Ernst Sporer               | GRÜNE                      | 12.556        | 7,3           | 14.727         | 8,5            |
| Wolfgang Lörcher           | DIE LINKE                  | 11.923        | 6,9           | 13.377         | 7,7            |
| Hans-Joachim Bosold        | NPD                        | 3.591         | 2,1           | 2.722          | 1,6            |
|                            | REP                        | –             | –             | 1.337          | 0,8            |
|                            | Die Tierschutzpartei       | –             | –             | 1.599          | 0,9            |
|                            | BüSo                       | –             | –             | 221            | 0,1            |
|                            | MLPD                       | –             | –             | 58             | 0,0            |
|                            | DVU                        | –             | –             | 186            | 0,1            |
|                            | PIRATEN                    | –             | –             | 3.034          | 1,7            |

### Bundestagswahl 2005
| Gegenstand der Nachweisung | Gegenstand der Nachweisung | Erst- stimmen | Erst- stimmen | Zweit- stimmen | Zweit- stimmen |
| Bewerber                   | Partei                     | Anzahl        | %             | Anzahl         | %              |
| -------------------------- | -------------------------- | ------------- | ------------- | -------------- | -------------- |
| Wahlberechtigte            | Wahlberechtigte            | 238.580       | 100,0         | 238.580        | 100,0          |
| Wähler                     | Wähler                     | 188.829       | 79,1          | 188.829        | 79,1           |
| Ungültige Stimmen          | Ungültige Stimmen          | 4.624         | 2,4           | 7.209          | 3,8            |
| Gültige Stimmen            | Gültige Stimmen            | 184.205       | 100,0         | 181.620        | 100,0          |
| davon                      |                            |               |               |                |                |
| Claudia Blum               | SPD                        | 54.765        | 29,7          | 55.453         | 30,5           |
| Michael Brand              | CDU                        | 72.048        | 39,1          | 78.943         | 43,5           |
| Bernd Eckart               | GRÜNE                      | 5.238         | 2,8           | 11.041         | 6,1            |
| Mario Klotzsche            | FDP                        | 5.653         | 3,1           | 19.172         | 10,6           |
| Irene Rogatty              | Die Linke.                 | 4.989         | 2,7           | 8.815          | 4,9            |
|                            | REP                        | –             | –             | 2.524          | 1,4            |
|                            | Die Tierschutzpartei       | –             | –             | 1.503          | 0,8            |
| Hans-Joachim Bosold        | NPD                        | 1.967         | 1,1           | 2.778          | 1,5            |
|                            | GRAUE                      | –             | –             | 875            | 0,5            |
|                            | BüSo                       | –             | –             | 202            | 0,1            |
|                            | MLPD                       | –             | –             | 88             | 0,0            |
|                            | PSG                        | –             | –             | 226            | 0,1            |
| Martin Hohmann             | Einzelbewerber             | 39.545        | 21,5          | –              | –              |

### Bundestagswahl 2002
| Gegenstand der Nachweisung | Gegenstand der Nachweisung | Erst- stimmen | Erst- stimmen | Zweit- stimmen | Zweit- stimmen |
| Bewerber                   | Partei                     | Anzahl        | %             | Anzahl         | %              |
| -------------------------- | -------------------------- | ------------- | ------------- | -------------- | -------------- |
| Wahlberechtigte            | Wahlberechtigte            | 235.821       | 100,0         | 235.821        | 100,0          |
| Wähler                     | Wähler                     | 191.467       | 81,2          | 191.467        | 81,2           |
| Ungültige Stimmen          | Ungültige Stimmen          | 4.142         | 2,2           | 4.271          | 2,2            |
| Gültige Stimmen            | Gültige Stimmen            | 187.325       | 100,0         | 187.196        | 100,0          |
| davon                      |                            |               |               |                |                |
| Barbara Imhof              | SPD                        | 65.894        | 35,2          | 59.860         | 32,0           |
| Martin Hohmann             | CDU                        | 101.086       | 54,0          | 92.020         | 49,2           |
| Ernst Sporer               | GRÜNE                      | 7.231         | 3,9           | 12.501         | 6,7            |
| Uwe Wagner                 | FDP                        | 9.028         | 4,8           | 14.553         | 7,8            |
|                            | REP                        | –             | –             | 1.885          | 1,0            |
| Hagen Rückert              | PDS                        | 1.771         | 0,9           | 1.713          | 0,9            |
|                            | Die Tierschutzpartei       | –             | –             | 877            | 0,5            |
| Oliver Breitung            | NPD                        | 2.315         | 1,2           | 1.157          | 0,6            |
|                            | GRAUE                      | –             | –             | 294            | 0,2            |
|                            | PBC                        | –             | –             | 351            | 0,2            |
|                            | CM                         | –             | –             | 220            | 0,1            |
|                            | ödp                        | –             | –             | 177            | 0,1            |
|                            | BüSo                       | –             | –             | 71             | 0,0            |
|                            | Schill                     | –             | –             | 1.517          | 0,8            |

### Bundestagswahl 1998
| Gegenstand der Nachweisung | Gegenstand der Nachweisung | Erst- stimmen | Erst- stimmen | Zweit- stimmen | Zweit- stimmen |
| Bewerber                   | Partei                     | Anzahl        | %             | Anzahl         | %              |
| -------------------------- | -------------------------- | ------------- | ------------- | -------------- | -------------- |
| Wahlberechtigte            | Wahlberechtigte            | 236.896       | 100,0         | 236.896        | 100,0          |
| Wähler                     | Wähler                     | 201.552       | 85,1          | 201.552        | 85,1           |
| Ungültige Stimmen          | Ungültige Stimmen          | 4.348         | 2,2           | 3.594          | 1,8            |
| Gültige Stimmen            | Gültige Stimmen            | 197.204       | 100,0         | 197.958        | 100,0          |
| davon                      |                            |               |               |                |                |
| Martin Hohmann             | CDU                        | 97.661        | 49,5          | 83.495         | 42,2           |
| Barbara Imhof              | SPD                        | 76.244        | 38,7          | 70.677         | 35,7           |
| Ernst Sporer               | GRÜNE                      | 7.371         | 3,7           | 10.906         | 5,5            |
| Uwe Wagner                 | F.D.P.                     | 5.612         | 2,8           | 13.985         | 7,1            |
| Hagen Rückert              | PDS                        | 2.633         | 1,3           | 2.520          | 1,3            |
|                            | APPD                       | –             | –             | 185            | 0,1            |
|                            | BüSo                       | –             | –             | 53             | 0,0            |
|                            | BFB – Die Offensive        | –             | –             | 1.886          | 1,0            |
|                            | Chance 2000                | –             | –             | 201            | 0,1            |
|                            | CM                         | –             | –             | 232            | 0,1            |
|                            | DVU                        | –             | –             | 3.970          | 2,0            |
|                            | GRAUE                      | –             | –             | 383            | 0,2            |
| Ines Plappert              | REP                        | 6.834         | 3,5           | 6.274          | 3,2            |
|                            | DIE FRAUEN                 | –             | –             | 208            | 0,1            |
|                            | Pro DM                     | –             | –             | 1.356          | 0,7            |
|                            | Die Tierschutzpartei       | –             | –             | 611            | 0,3            |
|                            | NPD                        | –             | –             | 268            | 0,1            |
|                            | NATURGESETZ                | –             | –             | 92             | 0,0            |
|                            | ödp                        | –             | –             | 136            | 0,1            |
| Norbert Höhl               | PBC                        | 849           | 0,4           | 480            | 0,2            |
|                            | PSG                        | –             | –             | 40             | 0,0            |

### Bundestagswahl 1994
| Gegenstand der Nachweisung | Gegenstand der Nachweisung | Erst- stimmen | Erst- stimmen | Zweit- stimmen | Zweit- stimmen |
| Bewerber                   | Partei                     | Anzahl        | %             | Anzahl         | %              |
| -------------------------- | -------------------------- | ------------- | ------------- | -------------- | -------------- |
| Wahlberechtigte            | Wahlberechtigte            | 232.104       | 100,0         | 232.104        | 100,0          |
| Wähler                     | Wähler                     | 191.943       | 82,7          | 191.943        | 82,7           |
| Ungültige Stimmen          | Ungültige Stimmen          | 3.249         | 1,7           | 2.525          | 1,3            |
| Gültige Stimmen            | Gültige Stimmen            | 188.694       | 100,0         | 189.418        | 100,0          |
| davon                      |                            |               |               |                |                |
| Alfred Dregger             | CDU                        | 103.886       | 55,1          | 97.385         | 51,4           |
| Barbara Imhof              | SPD                        | 62.220        | 33,0          | 59.426         | 31,4           |
| Josef H. Mayer             | F.D.P.                     | 5.685         | 3,0           | 12.202         | 6,4            |
| Bernd Eckart               | GRÜNE                      | 10.204        | 5,4           | 11.791         | 6,2            |
| Ines Plappert              | REP                        | 4.979         | 2,6           | 5.311          | 2,8            |
| Martin Sander              | PDS                        | 1.041         | 0,6           | 1.205          | 0,6            |
|                            | Solidarität                | –             | –             | 63             | 0,0            |
|                            | DIE GRAUEN                 | –             | –             | 647            | 0,3            |
|                            | NATURGESETZ                | –             | –             | 458            | 0,2            |
|                            | MLPD                       | –             | –             | 20             | 0,0            |
|                            | ÖDP                        | –             | –             | 378            | 0,2            |
| Norbert Höhl               | PBC                        | 679           | 0,4           | 532            | 0,3            |

### Bundestagswahl 1990
| Gegenstand der Nachweisung | Gegenstand der Nachweisung | Erst- stimmen | Erst- stimmen | Zweit- stimmen | Zweit- stimmen |
| Bewerber                   | Partei                     | Anzahl        | %             | Anzahl         | %              |
| -------------------------- | -------------------------- | ------------- | ------------- | -------------- | -------------- |
| Wahlberechtigte            | Wahlberechtigte            | 227.860       | 100,0         | 227.860        | 100,0          |
| Wähler                     | Wähler                     | 187.268       | 82,2          | 187.268        | 82,2           |
| Ungültige Stimmen          | Ungültige Stimmen          | 4.455         | 2,4           | 2.693          | 1,4            |
| Gültige Stimmen            | Gültige Stimmen            | 182.813       | 100,0         | 184.575        | 100,0          |
| davon                      |                            |               |               |                |                |
| Alfred Dregger             | CDU                        | 103.705       | 56,7          | 97.466         | 52,8           |
| Barbara Weiler             | SPD                        | 63.886        | 34,9          | 54.878         | 29,7           |
|                            | GRÜNE                      | –             | –             | 7.194          | 3,9            |
| Karl Eduard Lauer          | F.D.P.                     | 12.533        | 6,9           | 17.195         | 9,3            |
|                            | DIE GRAUEN                 | –             | –             | 1.372          | 0,7            |
|                            | REP                        | –             | –             | 4.121          | 2,2            |
| Willi Bastian              | NPD                        | 2.689         | 1,5           | 1.205          | 0,7            |
|                            | ÖDP                        | –             | –             | 818            | 0,4            |
|                            | PDS                        | –             | –             | 326            | 0,2            |

### Bundestagswahl 1987
| Gegenstand der Nachweisung | Gegenstand der Nachweisung | Erst- stimmen | Erst- stimmen | Zweit- stimmen | Zweit- stimmen |
| Bewerber                   | Partei                     | Anzahl        | %             | Anzahl         | %              |
| -------------------------- | -------------------------- | ------------- | ------------- | -------------- | -------------- |
| Wahlberechtigte            | Wahlberechtigte            | 219.361       | 100,0         | 219.361        | 100,0          |
| Wähler                     | Wähler                     | 190.875       | 87,0          | 190.875        | 87,0           |
| Ungültige Stimmen          | Ungültige Stimmen          | 3.748         | 2,0           | 2.601          | 1,4            |
| Gültige Stimmen            | Gültige Stimmen            | 187.127       | 100,0         | 188.274        | 100,0          |
| davon                      |                            |               |               |                |                |
| Alfred Dregger             | CDU                        | 107.922       | 57,7          | 101.545        | 53,9           |
| Barbara Weiler             | SPD                        | 58.702        | 31,4          | 57.511         | 30,5           |
| Eberhard Weghorn           | F.D.P.                     | 9.079         | 4,9           | 15.489         | 8,2            |
| Gertrud Schilling          | GRÜNE                      | 10.223        | 5,5           | 11.429         | 6,1            |
|                            | FRAUEN                     | –             | –             | 519            | 0,3            |
|                            | MLPD                       | –             | –             | 57             | 0,0            |
|                            | NPD                        | –             | –             | 1.190          | 0,6            |
|                            | ÖDP                        | –             | –             | 402            | 0,2            |
|                            | Patrioten                  | –             | –             | 132            | 0,1            |
| Else-Maria Lackmann        | Zentrum                    | 426           | 0,2           | –              | –              |
| Gretel Gaertner            | FRIEDEN                    | 775           | 0,4           | –              | –              |

### Bundestagswahl 1983
| Gegenstand der Nachweisung  | Gegenstand der Nachweisung | Erst- stimmen | Erst- stimmen | Zweit- stimmen | Zweit- stimmen |
| Bewerber                    | Partei                     | Anzahl        | %             | Anzahl         | %              |
| --------------------------- | -------------------------- | ------------- | ------------- | -------------- | -------------- |
| Wahlberechtigte             | Wahlberechtigte            | 213.990       | 100,0         | 213.990        | 100,0          |
| Wähler                      | Wähler                     | 195.344       | 91,3          | 195.344        | 91,3           |
| Ungültige Stimmen           | Ungültige Stimmen          | 2.947         | 1,5           | 1.840          | 0,9            |
| Gültige Stimmen             | Gültige Stimmen            | 192.397       | 100,0         | 193.504        | 100,0          |
| davon                       |                            |               |               |                |                |
| Emil Mihm                   | SPD                        | 61.702        | 32,1          | 59.865         | 30,9           |
| Alfred Dregger              | CDU                        | 118.833       | 61,8          | 113.154        | 58,5           |
| Hans Werner Muth            | F.D.P.                     | 5.264         | 2,7           | 12.739         | 6,6            |
| Peter Philipp Gingold       | DKP                        | 447           | 0,2           | 342            | 0,2            |
| Dorothea Rossmann-Schmucker | GRÜNE                      | 6.151         | 3,2           | 7.040          | 3,6            |
|                             | EAP                        | –             | –             | 68             | 0,0            |
|                             | NPD                        | –             | –             | 296            | 0,2            |

### Bundestagswahl 1980
| Gegenstand der Nachweisung | Gegenstand der Nachweisung | Erst- stimmen | Erst- stimmen | Zweit- stimmen | Zweit- stimmen |
| Bewerber                   | Partei                     | Anzahl        | %             | Anzahl         | %              |
| -------------------------- | -------------------------- | ------------- | ------------- | -------------- | -------------- |
| Wahlberechtigte            | Wahlberechtigte            | 209.308       | 100,0         | 209.308        | 100,0          |
| Wähler                     | Wähler                     | 191.068       | 91,3          | 191.068        | 91,3           |
| Ungültige Stimmen          | Ungültige Stimmen          | 4.843         | 2,5           | 2.076          | 1,1            |
| Gültige Stimmen            | Gültige Stimmen            | 186.225       | 100,0         | 188.992        | 100,0          |
| davon                      |                            |               |               |                |                |
| Günther Wuttke             | SPD                        | 67.911        | 36,5          | 67.965         | 36,0           |
| Alfred Dregger             | CDU                        | 104.357       | 56,0          | 104.373        | 55,2           |
| Eberhard Weghorn           | F.D.P.                     | 10.471        | 5,6           | 13.788         | 7,3            |
| Reinhard Hamel             | DKP                        | 360           | 0,2           | 273            | 0,1            |
| Gertrud Schilling          | GRÜNE                      | 3.046         | 1,6           | 2.229          | 1,2            |
|                            | EAP                        | –             | –             | 23             | 0,0            |
| Rainer Kuhlen              | KBW                        | 80            | 0,0           | 44             | 0,0            |
|                            | NPD                        | –             | –             | 262            | 0,1            |
|                            | V                          | –             | –             | 35             | 0,0            |

### Bundestagswahl 1976
| Gegenstand der Nachweisung | Gegenstand der Nachweisung | Erst- stimmen | Erst- stimmen | Zweit- stimmen | Zweit- stimmen |
| Bewerber                   | Partei                     | Anzahl        | %             | Anzahl         | %              |
| -------------------------- | -------------------------- | ------------- | ------------- | -------------- | -------------- |
| Wahlberechtigte            | Wahlberechtigte            | 202.727       | 100,0         | 202.727        | 100,0          |
| Wähler                     | Wähler                     | 188.605       | 93,0          | 188.605        | 93,0           |
| Ungültige Stimmen          | Ungültige Stimmen          | 3.775         | 2,0           | 1.448          | 0,8            |
| Gültige Stimmen            | Gültige Stimmen            | 184.830       | 100,0         | 187.157        | 100,0          |
| davon                      |                            |               |               |                |                |
| Günther Wuttke             | SPD                        | 64.856        | 35,1          | 64.999         | 34,7           |
| Alfred Dregger             | CDU                        | 108.907       | 58,9          | 109.524        | 58,5           |
| Friedel Rinn               | F.D.P.                     | 9.738         | 5,3           | 11.312         | 6,0            |
|                            | AUD                        | –             | –             | 78             | 0,0            |
|                            | AVP                        | –             | –             | 35             | 0,0            |
| Hans Georg Adamo           | DKP                        | 755           | 0,4           | 484            | 0,3            |
|                            | EAP                        | –             | –             | 21             | 0,0            |
|                            | KPD                        | –             | –             | 102            | 0,1            |
|                            | KBW                        | –             | –             | 48             | 0,0            |
| Horst-Jürgen Fuhlrott      | NPD                        | 574           | 0,3           | 554            | 0,3            |

### Bundestagswahl 1972
| Gegenstand der Nachweisung | Gegenstand der Nachweisung | Erst- stimmen | Erst- stimmen | Zweit- stimmen | Zweit- stimmen |
| Bewerber                   | Partei                     | Anzahl        | %             | Anzahl         | %              |
| -------------------------- | -------------------------- | ------------- | ------------- | -------------- | -------------- |
| Wahlberechtigte            | Wahlberechtigte            | 175.979       | 100,0         | 175.979        | 100,0          |
| Wähler                     | Wähler                     | 162.175       | 92,2          | 162.175        | 92,2           |
| Ungültige Stimmen          | Ungültige Stimmen          | 1.478         | 0,9           | 1.510          | 0,9            |
| Gültige Stimmen            | Gültige Stimmen            | 160.697       | 100,0         | 160.665        | 100,0          |
| davon                      |                            |               |               |                |                |
| Günther Wuttke             | SPD                        | 63.320        | 39,4          | 59.658         | 37,1           |
| Hermann Götz               | CDU                        | 89.849        | 55,9          | 89.252         | 55,6           |
| Theodor Christ             | F.D.P.                     | 6.295         | 3,9           | 10.516         | 6,5            |
| Hans Adamo                 | DKP                        | 482           | 0,3           | 341            | 0,2            |
|                            | EFP                        | –             | –             | 90             | 0,1            |
| Walther Neukirch           | NPD                        | 751           | 0,5           | 808            | 0,5            |

### Bundestagswahl 1969
| Gegenstand der Nachweisung | Gegenstand der Nachweisung | Erst- stimmen | Erst- stimmen | Zweit- stimmen | Zweit- stimmen |
| Bewerber                   | Partei                     | Anzahl        | %             | Anzahl         | %              |
| -------------------------- | -------------------------- | ------------- | ------------- | -------------- | -------------- |
| Wahlberechtigte            | Wahlberechtigte            | 160.955       | 100,0         | 160.955        | 100,0          |
| Wähler                     | Wähler                     | 144.920       | 90,0          | 144.920        | 90,0           |
| Ungültige Stimmen          | Ungültige Stimmen          | 3.355         | 2,3           | 3.669          | 2,5            |
| Gültige Stimmen            | Gültige Stimmen            | 141.565       | 100,0         | 141.251        | 100,0          |
| davon                      |                            |               |               |                |                |
| Günther Wuttke             | SPD                        | 48.901        | 34,5          | 47.893         | 33,9           |
| Hermann Götz               | CDU                        | 80.083        | 56,6          | 78.102         | 55,3           |
| Knut von Kühlmann-Stumm    | FDP                        | 6.968         | 4,9           | 7.130          | 5,0            |
| Helmut Wahl                | ADF                        | 493           | 0,3           | 435            | 0,3            |
|                            | EP                         | –             | –             | 113            | 0,1            |
|                            | GPD                        | –             | –             | 1.584          | 1,1            |
| Rudolf Köck                | NPD                        | 5.120         | 3,6           | 5.994          | 4,2            |

### Bundestagswahl 1965
| Gegenstand der Nachweisung | Gegenstand der Nachweisung | Erst- stimmen | Erst- stimmen | Zweit- stimmen | Zweit- stimmen |
| Bewerber                   | Partei                     | Anzahl        | %             | Anzahl         | %              |
| -------------------------- | -------------------------- | ------------- | ------------- | -------------- | -------------- |
| Wahlberechtigte            | Wahlberechtigte            | 160.948       | 100,0         | 160.948        | 100,0          |
| Wähler                     | Wähler                     | 145.784       | 90,6          | 145.784        | 90,6           |
| Ungültige Stimmen          | Ungültige Stimmen          | 3.295         | 2,3           | 5.266          | 3,6            |
| Gültige Stimmen            | Gültige Stimmen            | 142.489       | 100,0         | 140.518        | 100,0          |
| davon                      |                            |               |               |                |                |
| Wendelin Enders            | SPD                        | 47.909        | 33,6          | 46.997         | 33,4           |
| Hermann Götz               | CDU                        | 78.266        | 54,9          | 75.810         | 54,0           |
| Knut von Kühlmann-Stumm    | FDP                        | 13.724        | 9,6           | 14.756         | 10,5           |
|                            | AUD                        | –             | –             | 83             | 0,1            |
| Heinrich Rebscher          | DFU                        | 948           | 0,7           | 1.019          | 0,7            |
| Arminius Groß              | NPD                        | 1.642         | 1,2           | 1.853          | 1,3            |

### Bundestagswahl 1961
| Gegenstand der Nachweisung | Gegenstand der Nachweisung | Erst- stimmen | Erst- stimmen | Zweit- stimmen | Zweit- stimmen |
| Bewerber                   | Partei                     | Anzahl        | %             | Anzahl         | %              |
| -------------------------- | -------------------------- | ------------- | ------------- | -------------- | -------------- |
| Wahlberechtigte            | Wahlberechtigte            | 157.695       | 100,0         | 157.695        | 100,0          |
| Wähler                     | Wähler                     | 144.591       | 91,7          | 144.591        | 91,7           |
| Ungültige Stimmen          | Ungültige Stimmen          | 3.610         | 2,5           | 5.956          | 4,1            |
| Gültige Stimmen            | Gültige Stimmen            | 140.981       | 100,0         | 138.635        | 100,0          |
| davon                      |                            |               |               |                |                |
| Hermann Götz               | CDU                        | 76.313        | 54,1          | 74.514         | 53,7           |
| Ferdinand Auth             | SPD                        | 38.776        | 27,5          | 38.160         | 27,5           |
| Knut von Kühlmann-Stumm    | FDP                        | 16.892        | 12,0          | 16.710         | 12,1           |
| Gerhard Kuske              | GDP (DP-BHE)               | 6.886         | 4,9           | 7.047          | 5,1            |
| Johann Hans Diefenbach     | DFU                        | 1.375         | 1,0           | 1.448          | 1,0            |
| Karlheinz Ebert            | DRP                        | 739           | 0,5           | 756            | 0,5            |

### Bundestagswahl 1957
| Gegenstand der Nachweisung | Gegenstand der Nachweisung | Erst- stimmen | Erst- stimmen | Zweit- stimmen | Zweit- stimmen |
| Bewerber                   | Partei                     | Anzahl        | %             | Anzahl         | %              |
| -------------------------- | -------------------------- | ------------- | ------------- | -------------- | -------------- |
| Wahlberechtigte            | Wahlberechtigte            | 153.091       | 100,0         | 153.091        | 100,0          |
| Wähler                     | Wähler                     | 140.620       | 91,9          | 140.620        | 91,9           |
| Ungültige Stimmen          | Ungültige Stimmen          | 4.145         | 2,9           | 5.283          | 3,8            |
| Gültige Stimmen            | Gültige Stimmen            | 136.475       | 100,0         | 135.337        | 100,0          |
| davon                      |                            |               |               |                |                |
| Julius Schuck              | SPD                        | 29.021        | 21,3          | 28.666         | 21,2           |
| Hermann Götz               | CDU                        | 81.311        | 59,6          | 80.781         | 59,7           |
| Hans Hermann Wahler        | FDP                        | 10.766        | 7,9           | 9.669          | 7,1            |
| Klaus Stein                | GB/BHE                     | 9.050         | 6,6           | 9.336          | 6,9            |
| Wilhelm Hooss              | DP                         | 4.896         | 3,6           | 5.100          | 3,8            |
|                            | BdD                        | –             | –             | 156            | 0,1            |
| Paul Godenau               | DRP                        | 1.431         | 1,0           | 1.629          | 1,2            |

### Bundestagswahl 1953
| Gegenstand der Nachweisung | Gegenstand der Nachweisung | Erst- stimmen | Erst- stimmen | Zweit- stimmen | Zweit- stimmen |
| Bewerber                   | Partei                     | Anzahl        | %             | Anzahl         | %              |
| -------------------------- | -------------------------- | ------------- | ------------- | -------------- | -------------- |
| Wahlberechtigte            | Wahlberechtigte            | 152.947       | 100,0         | 152.947        | 100,0          |
| Wähler                     | Wähler                     | 136.505       | 89,2          | 136.505        | 89,2           |
| Ungültige Stimmen          | Ungültige Stimmen          | 3.477         | 2,5           | 4.143          | 3,0            |
| Gültige Stimmen            | Gültige Stimmen            | 133.028       | 100,0         | 132.362        | 100,0          |
| davon                      |                            |               |               |                |                |
| Anton Sabel                | CDU                        | 70.987        | 53,4          | 71.425         | 54,0           |
| Lucie Beyer                | SPD                        | 25.687        | 19,3          | 25.193         | 19,0           |
| Knut von Kühlmann          | FDP                        | 19.771        | 14,9          | 18.645         | 14,1           |
| Klaus Stein                | GB/BHE                     | 10.675        | 8,0           | 11.131         | 8,4            |
| Rudolf Battenhausen        | DP                         | 2.198         | 1,7           | 2.435          | 1,8            |
| Georg Heil                 | KPD                        | 988           | 0,7           | 963            | 0,7            |
| Erwin Respondek            | GVP                        | 2.722         | 2,0           | 2.570          | 1,9            |

### Bundestagswahl 1949
|                    | Partei            | Anzahl  | %     |
| ------------------ | ----------------- | ------- | ----- |
| Wahlberechtigte    | Wahlberechtigte   | 151.291 | 100,0 |
| Wähler             | Wähler            | 121.969 | 80,6  |
| Ungültige Stimmen  | Ungültige Stimmen | 4.791   | 3,9   |
| Gültige Stimmen    | Gültige Stimmen   | 117.178 | 100,0 |
| davon              |                   |         |       |
| Wilhelm Preher     | SPD               | 23.199  | 19,8  |
| Anton Sabel        | CDU               | 50.411  | 43,0  |
| Fritz Geißler      | FDP               | 21.899  | 18,7  |
| Wilhelm Karl Gerst | KPD               | 2.930   | 2,5   |
| Klaus Stein        | Unabhängiger      | 18.739  | 16,0  |